# Stari Beizîmî, Șepetivka
Stari Beizîmî (în ucraineană Старі Бейзими) este localitatea de reședință a comunei Stari Beizîmî din raionul Șepetivka, regiunea Hmelnîțkîi, Ucraina.

## Demografie
Componența lingvistică a localității Stari Beizîmî
     Ucraineană (99,38%)
     Alte limbi (0,62%)
Conform recensământului din 2001, majoritatea populației localității Stari Beizîmî era vorbitoare de ucraineană (99,38%), existând în minoritate și vorbitori de alte limbi.